# Эндопаразиты
Эндопаразиты (от греч. ένδον «внутри» + παράσιτος «нахлебник») — паразиты, живущие в тканях или внутренних органах «хозяина»: животного (например, в печени, легких, кишечнике или других тканях организма) или растения. Примером эндопаразитов являются все паразитические простейшие, гельминты и некоторые мелкие членистоногие (например, чесоточный зудень, личинки вольфартовой мухи, песчаная блоха).
В большинстве случаев эндопаразиты в поисках хозяина используют пассивные механизмы распространения (например, когда их яйца или личинки случайно поедаются животным-хозяином и т. п.), но иногда встречается и активный поиск (в частности, у наездников). Часто они заражают открытых хозяев (например, гусениц). Таким образом, органы или ткани хозяина являются для эндопаразитов внешней средой для жизни и размножения.
Паразитов, живущих на поверхности тела и на наружных органах животных, называют эктопаразитами.
В отдельных случаях эндопаразиты могут быть эволюционировавшими эктопаразитами. Например, клещи-пухоеды, которые со временем эмигрировали с перьев птиц в подклювный мешок и стали питаться кровью.